# Can Mitjà de Rocacorba
Can Mitjà de Rocacorba és una masia i un pou de glaç de Canet d'Adri (Gironès) protegida com a bé cultural d'interès local.

## Descripció
La masia és de forma rectangular, amb planta baixa, pis superior i golfes. Coberta és de teula àrab a dues vessants. Les parets són de pedra sense desbastar deixant a la vista els carreus que emmarquen les obertures i les cantonades. Les finestres de la façana estan fetes amb llinda, ampit i brancals de pedra. Destacar que davant la façana principal hi ha un antic pati tancat amb un mur fet amb pedra sense desbastar. A un dels costats de la façana principal hi ha un cos adossat, segurament un antic porxo, de forma rectangular compost de planta baixa i planta superior sota teulada amb coberta de teula àrab a dues vessants.
També hi ha les restes d'un pou de glaç, són les restes d'un pou de gel excavat al subsòl. La construcció s'alça en planta circular i murs en paredat. És cobert per abundant vegetació.